# Batiscafo

Animazione che illustra il funzionamento di un batiscafo sulla base del Trieste.

Per batiscafo si intende una imbarcazione sommergibile ad auto-propulsione adatta per immersioni a profondità sensibilmente maggiori di quelle normalmente raggiunte dagli attuali sottomarini militari (poche centinaia di metri) e quindi progettato in modo da resistere a pressioni elevate. Un batiscafo è in grado di ospitare un equipaggio ridotto. Talvolta è formato da una struttura necessaria al suo galleggiamento e da una sfera, la batisfera, destinata all'equipaggio.

## Storia

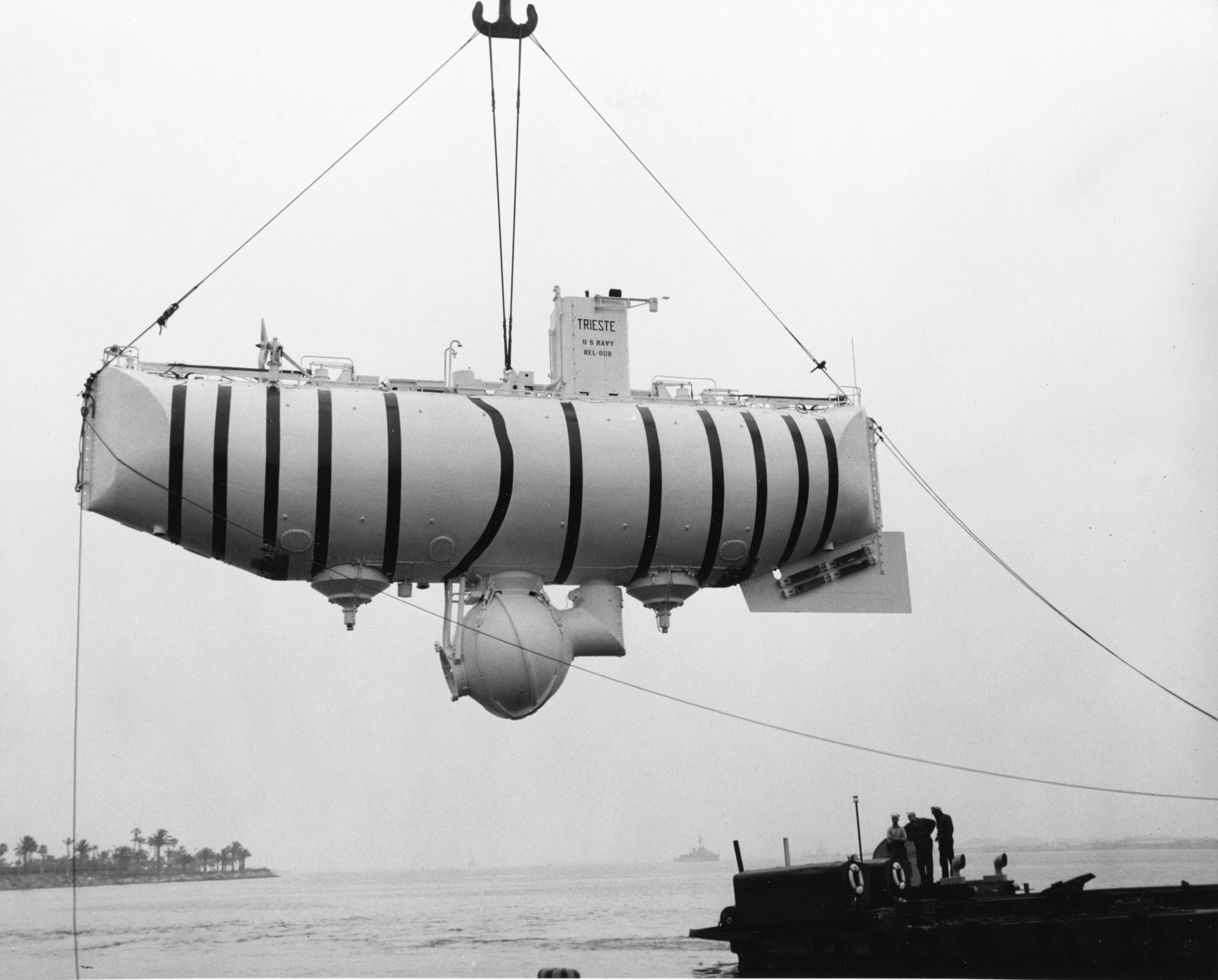
Il batiscafo Trieste I

Il termine deriva dal greco  βαθύς ("profondo") e σκάφος ("chiglia", "nave") e significa quindi "scafo che si può immergere in profondità". I primi tentativi risalgono al IX secolo a.C., quando gli Assiri rappresentarono uomini che respiravano aria conservata in anfore pochi metri sotto il livello del mare. Leonardo da Vinci immaginò uno scafo che si poteva immergere sotto la superficie del mare e realizzò anche studi sull'immersione dell'uomo collegato alla superficie attraverso tubi (palombaro). Questo sogno antico dell'uomo si è realizzato molto dopo, quando la tecnica si è evoluta e quando sono stati utilizzati materiali adatti. Uno dei primi sommergibili è stato costruito durante la Guerra civile americana. L'esplorazione delle profondità tuttavia ha avuto inizio praticamente solo con la fine della seconda guerra mondiale.

## Il moderno batiscafo
Il mezzo è utilizzato sia per scopi militari che civili, e tra questi ultimi molto importanti risultano gli impieghi scientifici. Può avere forme più o meno affusolate, sempre di piccole dimensioni, e solitamente, a seconda dell'uso al quale è destinato, arriva anche a profondità di diverse migliaia di metri.
Il "primo mezzo sottomarino di pace, per ricerche scientifiche" (registro ufficiale della US Navy) fu il C3, batiscafo artigianale immaginato e progettato dall'italiano Pietro Vassena nel 1948 sul lago di Como, che il 12 marzo 1948 al largo di Argegno scese a -412 metri stabilendo così il record mondiale di profondità dell'epoca.

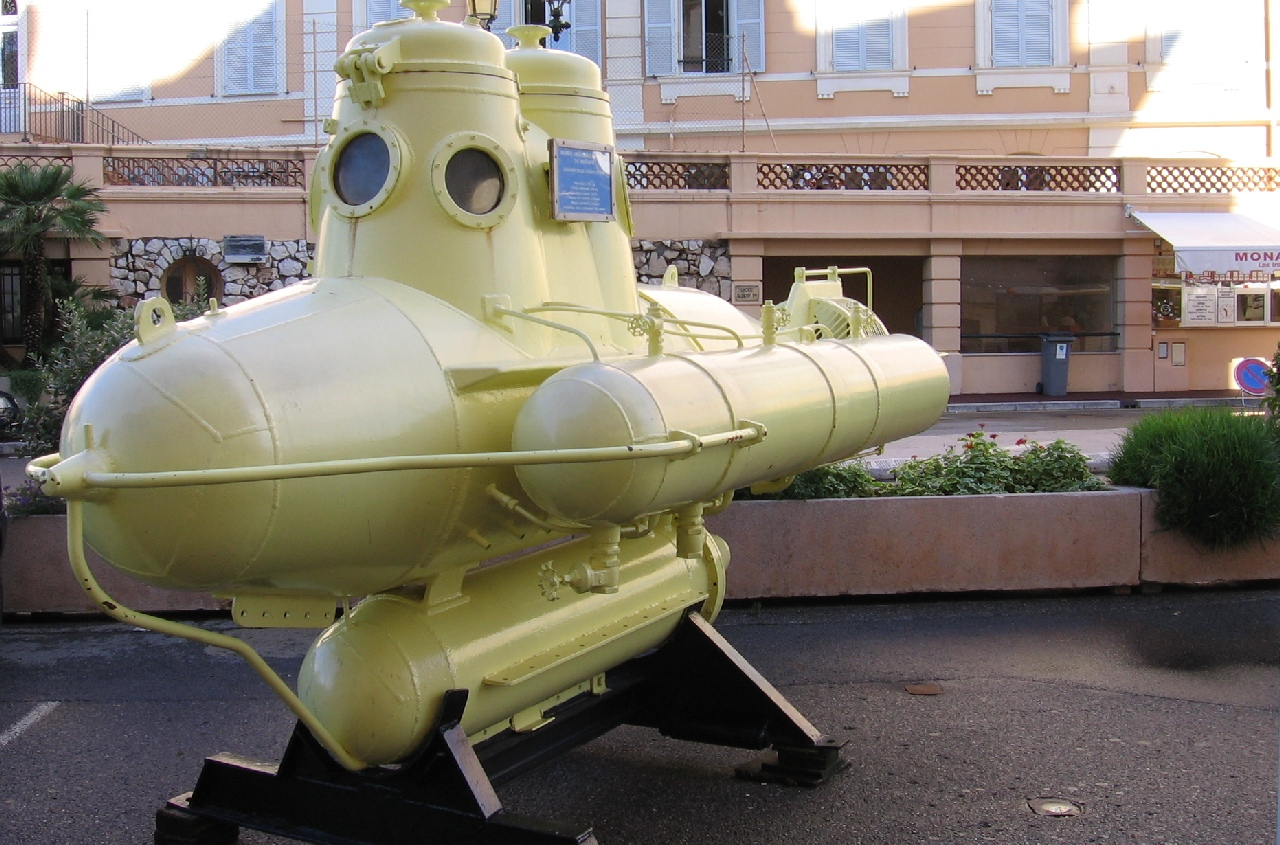
Lo Yellow Submarine, batiscafo conservato presso il Museo oceanografico di Monaco

Il primo batiscafo vero e proprio, adatto ad immersioni marine, fu l'FNRS-2 costruito in Belgio da Auguste Piccard. Il secondo batiscafo progettato da Piccard è stato il batiscafo Trieste I, costruito dai cantieri navali di Monfalcone, dalle acciaierie Terni e assemblato a Castellammare di Stabia. Fu comprato in seguito dalla marina statunitense nel 1958. Nel 1960 il Trieste, con a bordo Jacques Piccard (figlio di Auguste), stabilì il record mondiale di immersione ancora oggi imbattuto raggiungendo il fondo del cosiddetto abisso Challenger: il punto più profondo della fossa delle Marianne vicino all'isola di Guam, probabilmente la maggiore profondità marina esistente.
L'idea alla base del batiscafo Trieste è costituita da una cabina per l'equipaggio simile a una batisfera sospesa sotto un galleggiante ripieno di liquido più leggero dell'acqua come la benzina. La propulsione è fornita da motori alimentati da una batteria elettrica. Jacques Piccard realizzò, nel 1968-1969, un batiscafo battezzato Ben Franklin, capace di immergersi sino a 600 metri con un equipaggio di sei uomini.
Il 2 agosto 2007, un'altra impresa storica è stata compiuta dal batiscafo russo Mir-2, che è arrivato a 4.302 metri di profondità, toccando il fondo marino del Polo Nord. Tale immersione rientra nelle campagne di ricerca di fonti di idrocarburi sottomarine.